# Marchantia romanica
Marchantia romanica là một loài Rêu trong họ Marchantiaceae. Loài này được Radian mô tả khoa học đầu tiên năm 1903.